# Jean Divry
 (mai 2024).
Jean Divry né en 1953 à Montreuil (Seine-Saint-Denis) est un sculpteur et verrier français, actif à Paimpol (Côtes-d'Armor) en Bretagne.
Il a mis au point un procédé original pour créer des images de verre à partir de documents et de métaux précieux. Créateur du trophée Mercure O.L. Aubert pour la chambre de commerce et d'industrie des Côtes-d'Armor, plusieurs de ses œuvres sont conservées dans des collections publiques.

## Biographie
Jean Divry est né à Montreuil en 1953. Il dirige un atelier d’arts plastiques de 1990 à 1999 et pratique l'art-thérapie depuis 1995.
Il travaille la sculpture en taille directe et l’assemblage de matériaux divers, ainsi que la fixation à chaud de pigments et de matériaux précieux sur verre gravé. Ces « images de verre » lui sont une technique personnelle.
Il est le créateur du « Mercure O.L. Aubert » pour la chambre de commerce et d'industrie des Côtes-d'Armor, et du « Cristal de l’innovation » de l’Agence de développement économique des Côtes d’Armor, ainsi que de nombreux trophées divers.

## Photographies

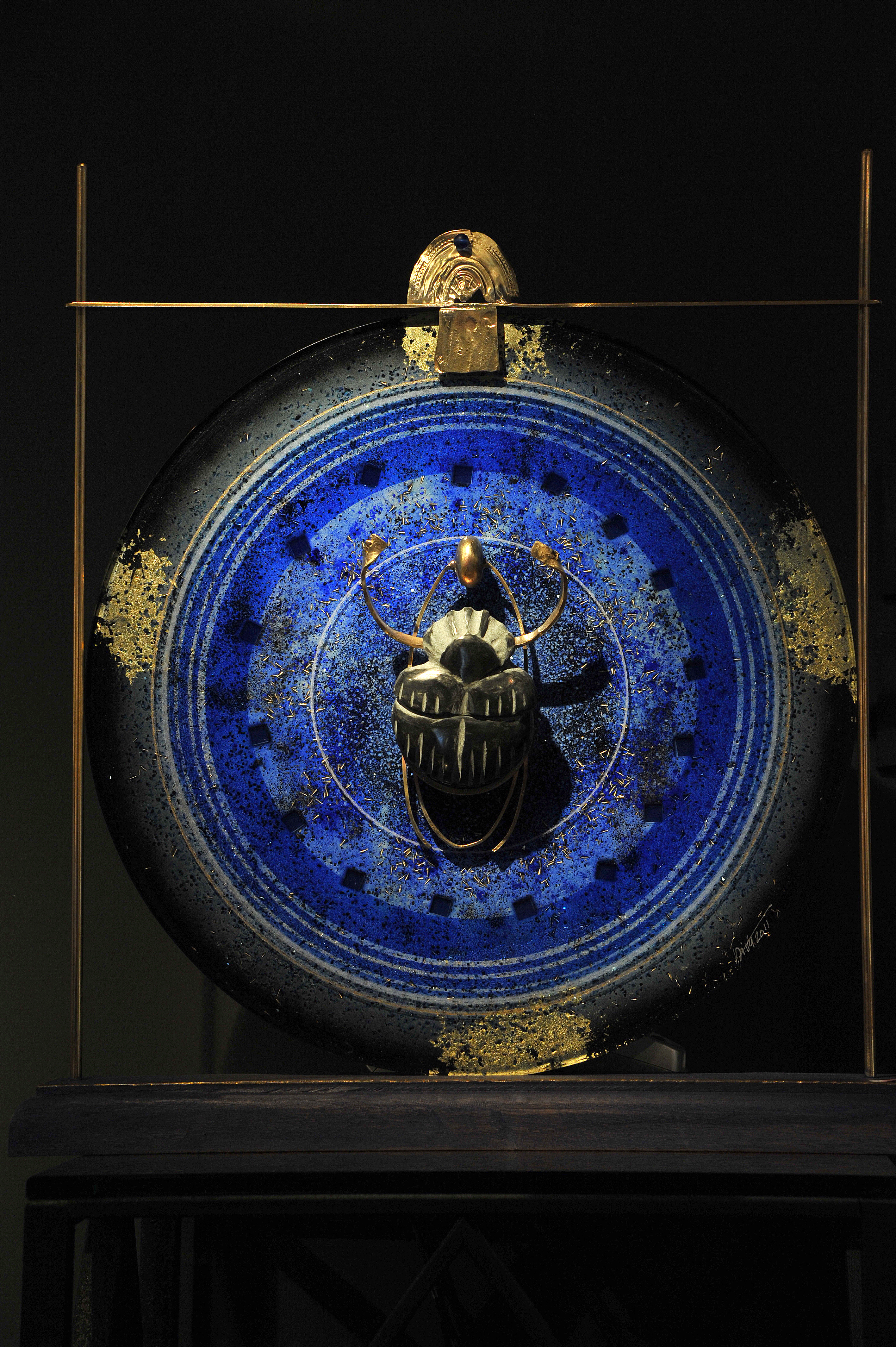
Scarabée, localisation inconnue.
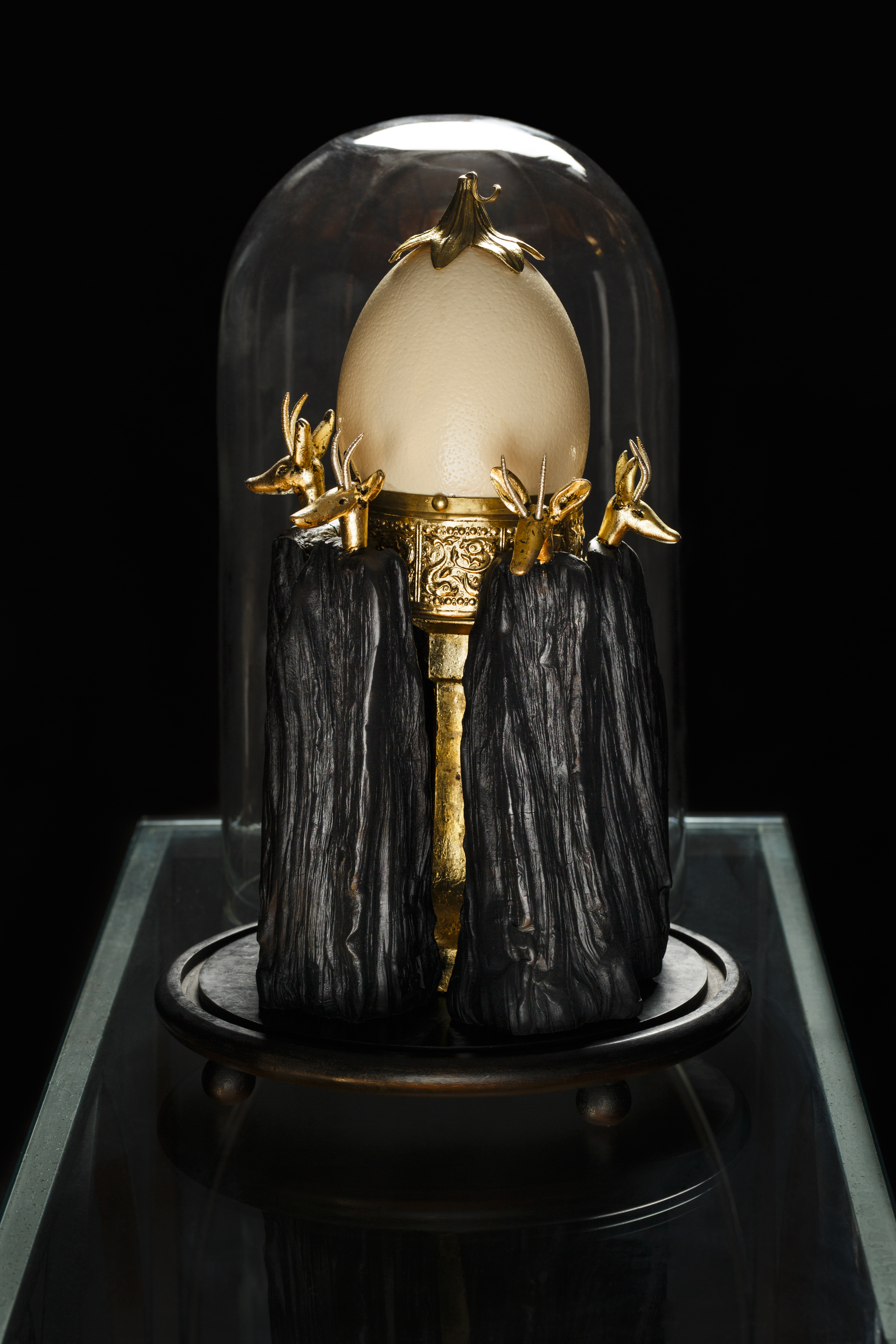
Une nature bien gardée, localisation inconnue.
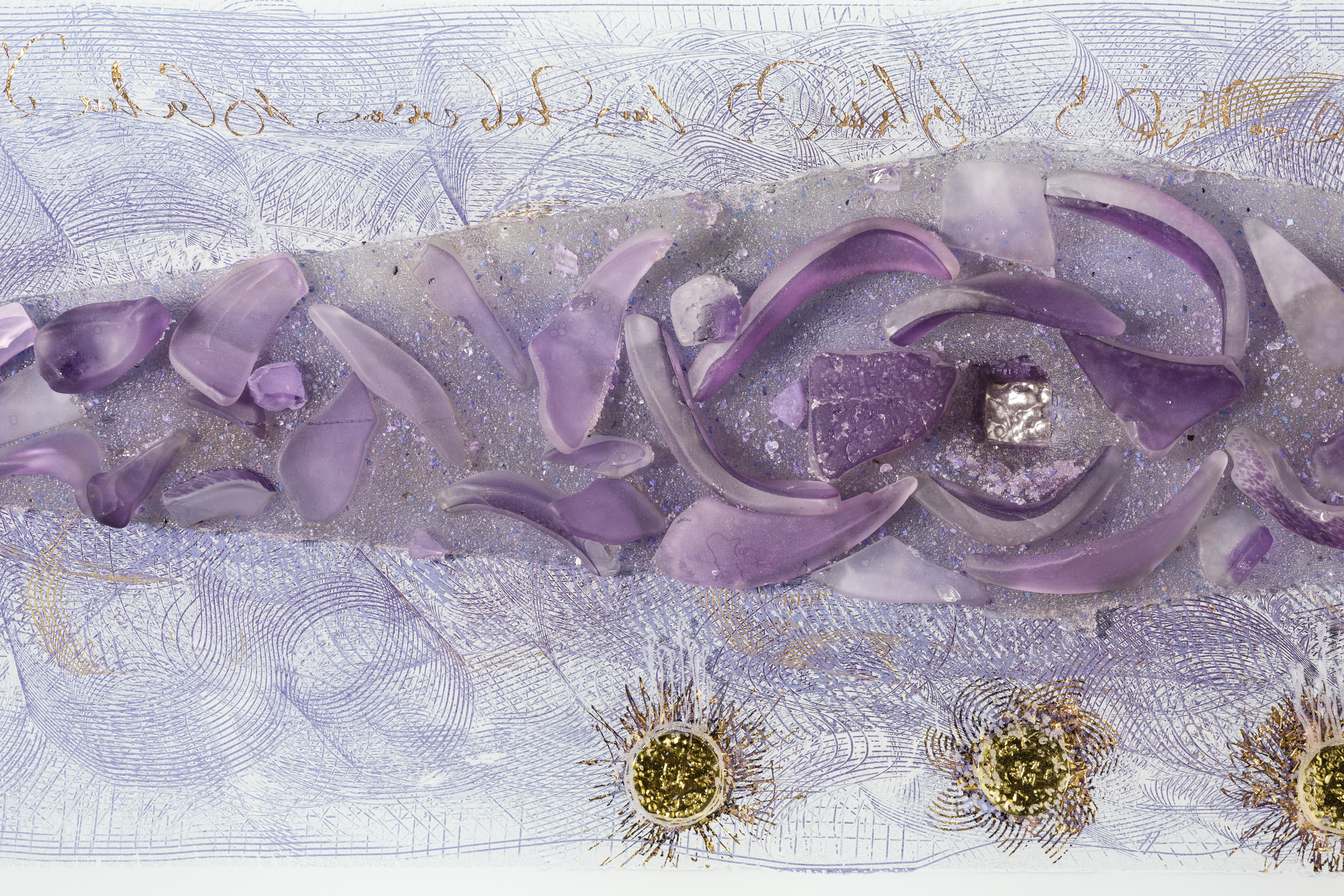
Naissance d'un monde, localisation inconnue.

## Expositions
- Depuis 1989 : galerie permanente[Laquelle ?] à Paimpol.
- 1995 : commissaire de l’exposition « La sculpture et la mer », musée de la Mer, Paimpol.
- 1996 : exposition personnelle, basilique Sainte-Marie-Madeleine de Vézelay.
- 1998 : Salon de la Ville de Flers, invité d’honneur.
- 1999 : réalisation d’une œuvre monumentale à Saint-Brieuc ; Salon touristique.
- 2000 : Salon de Marcq-en-Baroeul, invité d’honneur.
- 2000 : exposition au château de la Roche Jagu.
- 2000 : galerie[Laquelle ?] à Dubaï.
- 2000 : réalisation du visuel pour le festival Mozart de Lille.
- 2001 : Salon international d’art contemporain de Beyrouth.
- 2001 : galerie Thuillier, Paris.
- 2002 : installation à l’abbaye de Beauport.
- 2004 : invité d’honneur au festival de musique baroque de Sablé-sur-Sarthe.
- 2005 : musée du Verre, Sars-Poteries.
- 2006 : exposition à la mairie de La Baule.
- 2006 : exposition au musée de La Briqueterie, Langueux.
- 2006 : galerie Untitled, Paris.
- 2007 : réalisations pour le château de Magnane.
- 2007-2008 : réalisation du mobilier cultuel de l'église Saint-Vénérand de Laval.
- 2008 : réalisation du tabernacle de la basilique Notre-Dame de Pontmain.
- 2009-2010 : galerie Thuilliers et galerie Untitled, Paris.
- 2011 : exposition « Le Geste de l’écrit », musée du Verre à Sars-Poteries ; installation au musée de la Briqueterie à Saint-Brieuc.
- 2012-2013 : réalisation de la grande verrière de l’escalier d’honneur lycée Les enfants Nantais, Nantes.
- 2013 : trophées du tournoi de tennis de la Ville de Dinard.
- 2013 : galerie Le temps des arts, Megève.
- 2014 : installation pour l’exposition Vikings, musée des Beaux-Arts de Valenciennes.
- 2014 : résidence et installation pour l’exposition Vikings et casque a pointe au musée du Verre à Sars-Poteries.